# Teatro España (Barcelona)

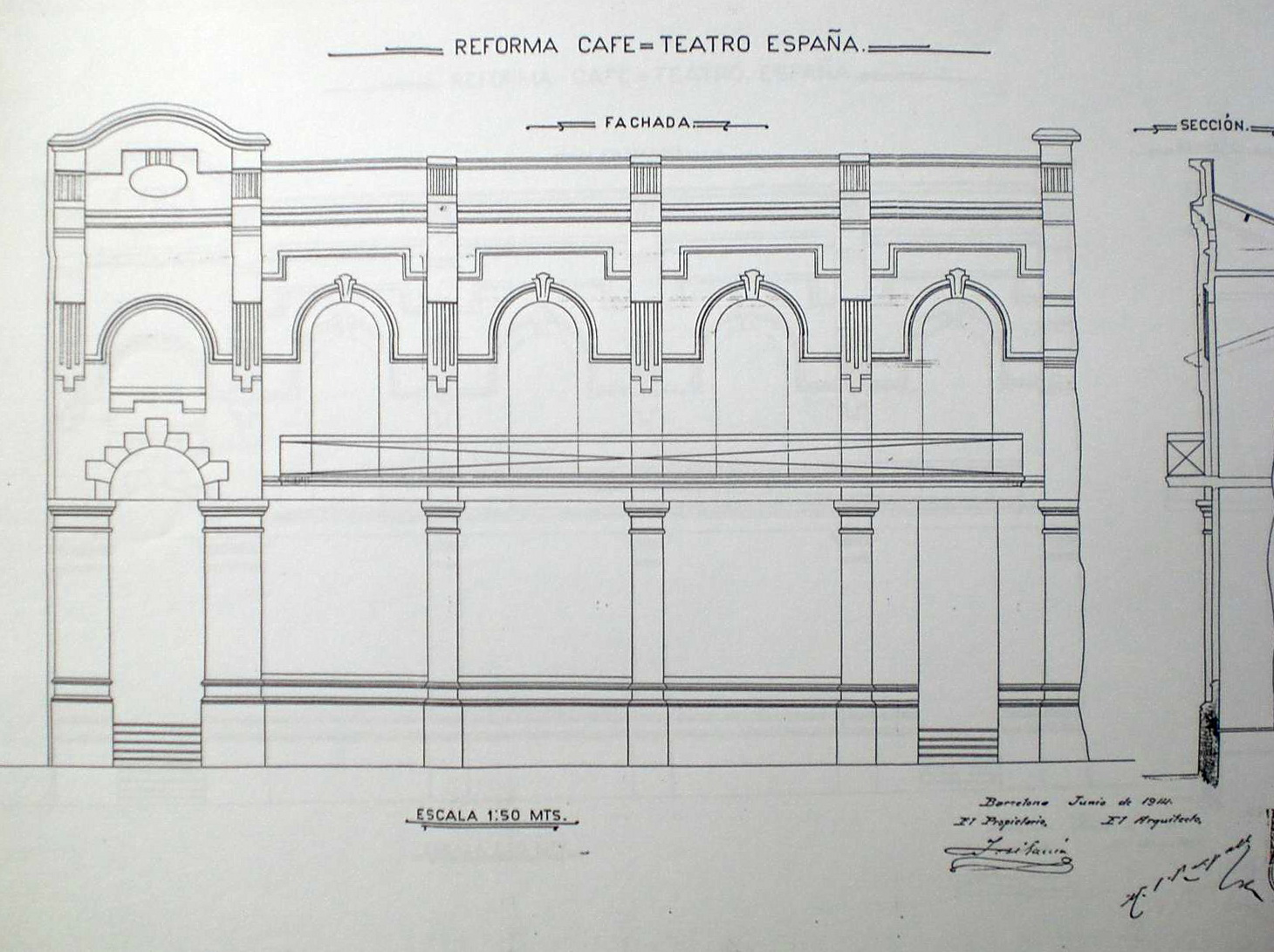
Plano Alzado del teatro de Raspall

El Teatro España fue un teatro situado en la plaza España de Barcelona en la esquina que da la Gran Vía con el Paralelo, en frente de la Plaza de toros de las Arenas, obra del arquitecto Manuel Raspall.

## El Teatro

### El proyecto
Por encargo de Josep Garcia, el diseño del teatro recayó en Manuel Joaquín Raspall, uno de los arquitectos de principio de siglo más prolíficos en arquitectura teatral, discípulo de Domènech i Montaner y autor del famoso El Molino. El teatro estaba situado en el número 380 de la calle Cortes, hoy en día Gran Vía de las Cortes Catalanas, edificado sobre los restos que quedaron de un teatro preexistente, el Palacio de Las Arenas, que resultó destruido por un incendio el 22 de junio de 1908 y del cual se conservó el perímetro de fachada exterior. Una de las principales mejoras es que el nuevo Teatro España contó ya con una caja escénica.

### Primera etapa
Al igual que El Palacio de Las Arenas, que desde su inauguración en 1900 mantenía una actividad diversificada en la que se alternaban los espectáculos de pantomima, teatro, zarzuela y cine, desde su inauguración, el Teatro España tuvo varios usos, como por ejemplo de sala de baile. Aunque en un principio la actividad principal fuera la de espectáculos en vivo, ya entre 1911 y 1916 alternaba la cartelera teatral con la cinematográfica. Son tiempos en los que el espacio fue conocido también como el Gran Cinematógrafo España. 

### Últimos años
A partir de 1924 el teatro fue arrendado por una compañía belga con la intención de ofrecer una programación regular de veladas de boxeo, para ello se suprimieron algunas columnas para aumentar la visibilidad y se instaló un cuadrilátero en medio de la sala. El edificio desapareció con la reforma integral de Plaza España en 1928, y en su lugar se construyó uno de los hoteles para la Exposición Universal de 1929, el número 2, que posteriormente fue utilizado como edificio administrativo.